# The Adventures of Brer Rabbit
The Adventures of Brer Rabbit é um filme de animação estadunidense, lançado em 2006, pela Universal Animation Studios, diretamente em vídeo. O filme foi baseado nas histórias de Joel Chandler Harris sobre o Coelho Brer.

## Enredo
Baseado no livro de Joel Chandler Harris, o filme conta a história de Janey, a caçula de três irmãos. Um dia, ela vai ao bosque e conhece a Tartaruga Brer, que lhe conta histórias sobre a esperteza de seu amigo, Coelho Brer. Ele mostra a Janey, que apesar da esperteza do Coelho Brer o ter ajudado em várias situações, teve seu lado negativo.

## Elenco
- Rhyon Nicole Brown como Janey
- Danny Glover como Tartaruga Brer
- Nick Cannon como Coelho Brer
- Wanda Sykes como Lua
- Wayne Brady como Lobo Brer
- D.L. Hughley como Raposa Brer